# Мирзамагомедов, Станислав Мустафаевич
Станислав Мустафаевич Мирзамагомедов (род. 25 ноября 1984, Махачкала) — российский самбист, призёр чемпионата России по боевому самбо, кандидат в мастера спорта России, боец смешанного стиля.

## Спортивные достижения
- Чемпионат России по боевому самбо 2012 года — ;

## Статистика боёв
| № | Результат | Дата       | Турнир                           | Соперник                          | Раунд | Время | Метод                                     |
| - | --------- | ---------- | -------------------------------- | --------------------------------- | ----- | ----- | ----------------------------------------- |
| 5 | Победа    | 2013-09-20 | Fight Nights — Krepost Selection | Юрий Горбенко · Украина           | 1     | 3:02  | Сабмишном                                 |
| 4 | Победа    | 2011-12-30 | Кубок короны                     | Адам Багаев · Россия              | 1     | 0:00  |                                           |
| 3 | Поражение | 2011-12-24 | CMMAT — Chekhov MMA Tournament   | Рики Шиверс (Ricky Shivers) · США | 1     | 0:00  | Сабмишном (удушение сзади)                |
| 2 | Поражение | 2011-05-22 | MFT — Fedor Emelianenko Cup      | Максим Гришин · Россия            | 1     | 2:32  | Сабмишном (удушение ручным треугольником) |
| 1 | Поражение | 2010-12-16 | Король королей                   | Миндаугас Сакалаускас · Литва     | 3     | 3:00  |                                           |